# Hivernacles reials de Laeken

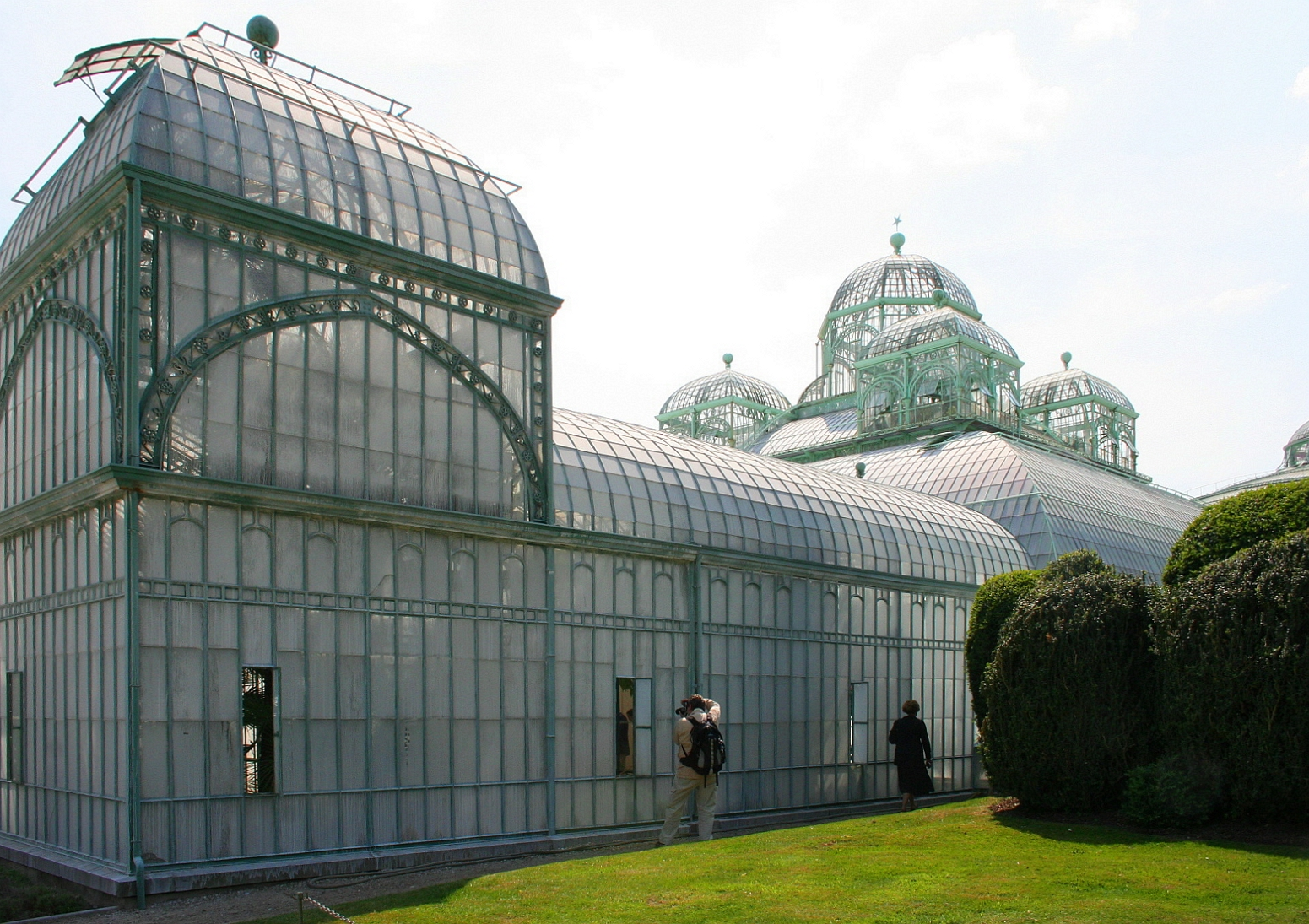
Hivernacle del Congo

Els hivernacles reials de Laeken (en neerlandès: Koninklijke Serres van Laken i en francès: Serres Royales de Laeken) són una meravella arquitectural composta de metall i de vidre, realitzats per Alphonse Balat al parc adjacent al castell reial de Laeken per iniciativa de Leopold II.
Els hivernacles reials de Laeken es compten entre els principals monuments del segle xix a Bèlgica. Han estat completament edificats en metall i vidre, cosa que representava per a l'època una innovació espectacular com el Crystal Palace (edificat a Londres per l'arquitecte Paxton el 1851).
El 1873, l'arquitecte Alphonse Balat concep per al rei Leopold II un complex d'hivernacles en relació amb el castell de Laeken.
Aquest complex té l'aparença d'una ciutat de vidre implantada en un paisatge ondejat. Es caracteritza per pavellons monumentals, les cúpules de vidre i les amples galeries que recorren el terreny com carrers coberts.
Els hivernacles han inspirat sobretot la nova arquitectura belga d'aquesta època. La seva esplendor s'ha propagat, amb l'art nouveau, pel món sencer.
L'obertura al públic només una quinzena de dies l'any, sempre al mateix període, és l'ocasió de descobrir un dels monuments més destacables del patrimoni belga i d'admirar-hi les col·leccions de plantes i de flors exòtiques, de les quals algunes han estat portades de les expedicions al Congo per a Leopold II.